# Macau Wetenschapscentrum
Het Macau Wetenschapscentrum (Engels: Macao Science Center, Portugees: Centro de Ciência de Maca) is een centrum ontworpen in 2001 en voltooid in 2009 en bevindt zich op het schiereiland Macau in Macau in de Volksrepubliek China. Het gebouw werd ontworpen door Pei Partnership Architects in samenwerking met Ieoh Ming Pei en de bouw begon in 2006. Het centrum werd in december 2009 geopend door de Chinese president Hu Jintao.
Het hoofdgebouw is in een opvallende, asymmetrische, conische vorm met een spiraal loopbrug en binnen een grote atrium. Galerijen leiden van de loopbrug af met hoofdzakelijk interactieve tentoonstellingen gericht op het wetenschappelijk onderwijs.
Er is ook een planetarium met de faciliteiten voor 3D-projectie en Omnimaxfilms.
Het gebouw heeft een prominente positie bij de zee en is een oriëntatiepunt van Macau. Het is goed zichtbaar bij aankomst met de ferry vanuit Hongkong.

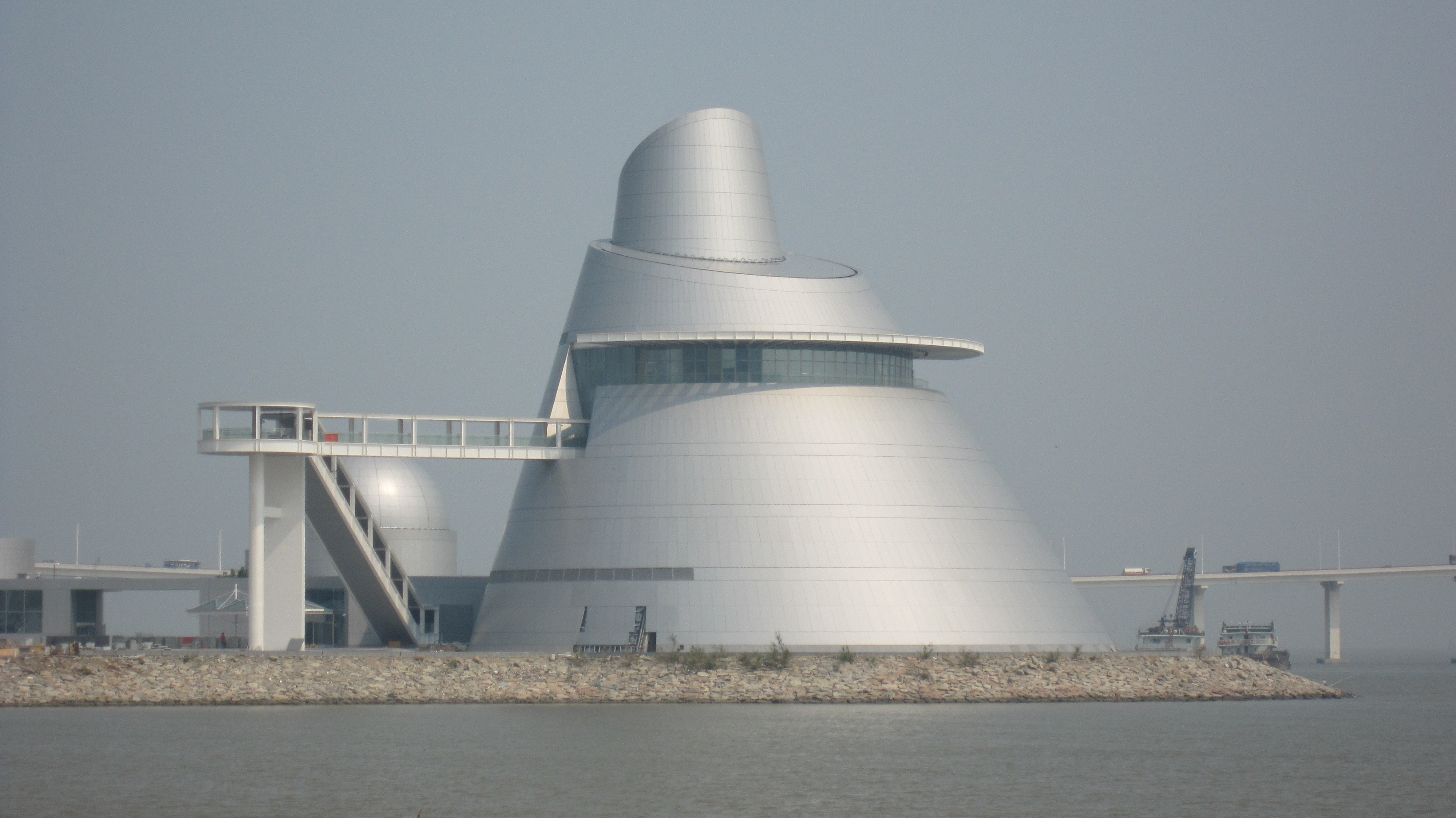
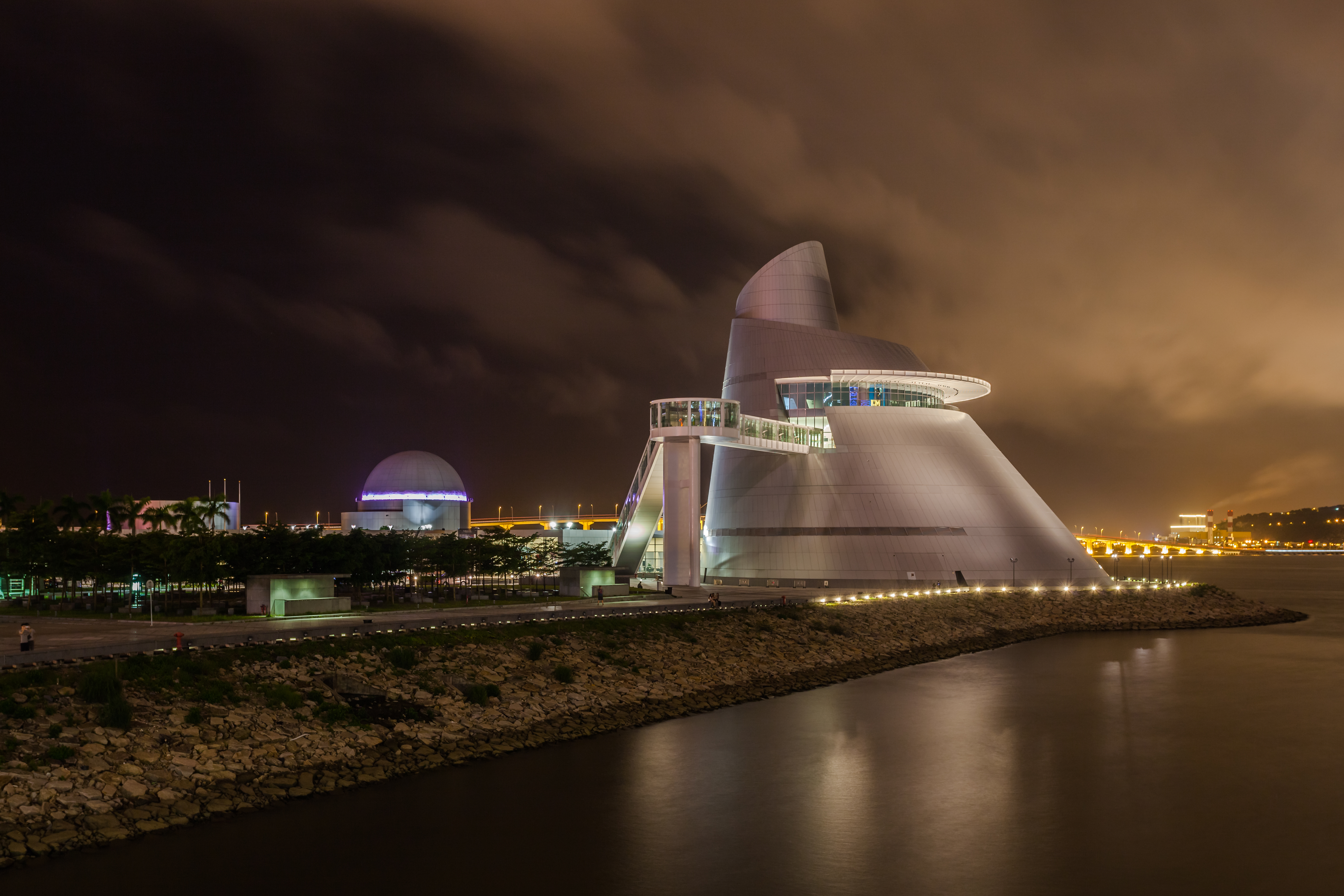